# اندیس فلدسپات (دریژان)
فلدسپات (دریژان) یک اندیس غیرفلزی است که در حوالی شهر شازند استان مرکزی قرار دارد و مادهٔ معدنی موجود در آن، فلدسپات است.سنگ میزبان این اندیس گرانیت - گرانودیوریت است و دیرینگی آن به دوران پالئوسن می‌رسد. در این اندیس، پاراژنز‌های سیلیس یافت می‌شوند.